# Copestylum cinctiventre
Copestylum cinctiventre är en tvåvingeart som först beskrevs av Charles Howard Curran 1930. Copestylum cinctiventre ingår i släktet Copestylum och familjen blomflugor.
Artens utbredningsområde är Panama. Inga underarter finns listade i Catalogue of Life.